# Godzilla: Unleashed
Godzilla: Unleashed (ゴジラ 怪獣大乱闘 - アンリーシュド, ゴジラ: アンリーシュド), abreviado como G3 o GU, es un videojuego de lucha en 3D basado en la franquicia Godzilla de Toho. Fue desarrollado por Pipeworks Software y publicado por Atari. El juego fue lanzado en Norteamérica el 20 de noviembre de 2007 para PlayStation 2; y el 5 de diciembre del mismo año para Wii. Una versión de Nintendo DS, titulada Godzilla Unleashed: Double Smash, también fue lanzada en Norteamérica el 5 de diciembre de 2007.
Unleashed sirve como una secuela de Godzilla: Save the Earth de 2004, en sí misma una secuela de Godzilla: Destroy All Monsters Melee de 2002. El juego presenta más de 20 Kaiju y Mechas de las películas de la era Shōwa (1954-1975), Heisei (1984-1995) y Millennium (1999-2004); así como dos creaciones originales aprobadas por Toho: Krystalak y Obsidius.
El juego se desarrolla durante una serie de catástrofes no naturales en el planeta Tierra debido a las inexplicables apariciones de unos grandes cristales. El planeta Tierra está siendo invadido nuevamente por los Vortaak, una raza alienígena. El juego tiene más de 20 Kaiju y Mechas de las tres épocas de Godzilla: Shōwa, Heisei y Milenium, así como dos nuevas creaciones aprobadas por Toho Company Limited: Krystalak y Obsidius.

## Jugabilidad
Al igual que sus predecesores, Godzilla Unleashed se juega como un juego de lucha en 3D con la opción de jugar con hasta cuatro monstruos a la vez, con o sin equipos. Mientras que la versión de PS2 implica solo presionar botones, la versión de Wii usa una combinación de presionar botones y mover físicamente el Wii Remote y el Nunchuk. Los ataques básicos de puño y patada se realizan a través de los botones A y B, mientras que los golpes más potentes y agresivos requieren mover el control remoto hacia arriba, hacia abajo o hacia los lados mientras se presiona A y/o B. El movimiento lo realiza el joystick analógico del Nunchuk, y moverlo hacia arriba permite a los jugadores saltar. Mover tanto el control remoto como el Nunchuk permite que los monstruos agarren a los oponentes cercanos u objetos ambientales y los lancen. Los ataques con armas y rayos también regresan, pero son mucho menos poderosos y no se bloquean, aunque pueden mantenerse durante períodos de tiempo mucho más largos. El Modo Rage de los juegos anteriores está ausente, pero los monstruos pueden alcanzar la "Masa crítica" al destruir los cristales de energía que se encuentran en las arenas, lo que hace que aumenten temporalmente de tamaño, brillen en rojo (similar a Burning Godzilla de Godzilla vs. Destoroyah), y causar más daño.
Los monstruos también pueden usar uno de los siete "Power Surges", que son habilidades temporales que solo se pueden usar una vez por batalla, por monstruo. Las oleadas aumentan ciertos rasgos, como por ejemplo, la oleada de fuego aumenta el daño infligido y la oleada de velocidad aumenta la velocidad. También pueden disminuir habilidades como Shield Surge, que aumenta la defensa mientras ralentiza el movimiento. Otros pueden mejorar y dañar a otros, como Radiation Surge, que mejora la regeneración de salud y perjudica la de los monstruos cercanos. Antes de que termine el Surge, los monstruos pueden lanzar un poderoso ataque de ondas de choque. En el modo Historia para un jugador, se pueden recolectar múltiples Power Surges al derrotar a un monstruo enemigo afectado por el Surge. En el modo multijugador, los Surge se obtienen destruyendo Surge Crystals que aparecen en el entorno.
Junto con los entornos destructibles, están presentes las Fuerzas Armadas de la Tierra o las Fuerzas de Vortaak, según la arena o la ciudad. Ambos atacarán a ciertos monstruos cada vez. Los monstruos son atacados en diferentes circunstancias. Por ejemplo, los monstruos de la Fuerza de Defensa Global serán atacados por humanos si se esfuerzan por destruir edificios humanos y unidades militares que están del mismo lado. Lo mismo ocurre con los monstruos alienígenas y los Vortaak. La destrucción de cristales y el uso de Power Surges y Critical Mass también pueden afectar la actitud militar hacia ciertos monstruos. En el Modo Historia, el Atragon aparece varias veces, pero debido a la actitud personal de su Almirante, atacará independientemente de las acciones o la facción.

## Historia
La historia comienza con una lluvia de meteoritos que chocan con la superficie de la Tierra, provocando cambios climáticos importantes. Gracias a ello surgen cristales que contienen una extraña energía que causa mutaciones y otorga poderes a quienes la absorben. Ahora, cuatro facciones luchan por el control del planeta en una guerra total: los Defensores de la Tierra, la Fuerza de Defensa Global, los Alienígenas y los Mutantes. El jugador puede elegir cualquiera de estas facciones, cada una otorgando un final distinto al juego, y a medida que progresa también puede determinar la relación entre ellas.
Aunque no se revela en el juego, Toho y los nuevos monstruos Krystalak y Obsidius fueron creados debido a los efectos de las energías de los cristales en la Tierra. Krystalak nace de un huevo gigante en Nueva York, y es el resultado de la combinación de ADN de monstruo con estas energías. El Vortaak trata de tomar un cristal, pero tras la liberación de Krystalak no lo logra. Obsidius, por el contrario, surge de entre las placas tectónicas, donde las energías de los cristales han afectado al magma profundo del planeta. Cuando el GDF trata de destruir los cristales de infección en Seattle, accidentalmente convierten a la ciudad en un desierto volcánico al despertar a este monstruo.

### Finales
Hay finales distintos en Unleashed para las cuatro facciones, dependiendo de cómo se juega:
- Los Alienígenas/Conquistar la Tierra: si se controla un Monstruo Alienígena, y al final se derrota a SpaceGodzilla en la misión Final, la Tierra pierde la esperanza mientras Vorticia ríe tras la victoria desde su nave.

- Defensores de la Tierra y Global Defence Force/Salvar la Tierra: si se derrota a SpaceGodzilla como Defensor de la Tierra o como GDF al final, los humanos darán su agradecimiento al jugador por salvar a la humanidad y a todas las otras formas de vida en la Tierra. (Con ambos es lo mismo.)

- Mutantes/Tirano: si se juega como un Mutante, al final, en lugar de pelear contra SpaceGodzilla, se juega con la Masa Crítica en forma ilimitada y su objetivo es destruir a todos los monstruos restantes de otras misiones. Después, la situación empeorará en la Tierra, culminando con rugidos de SpaceGodzilla al ser victorioso. (Curiosamente, si se juega como SpaceGodzilla, los subtítulos dirán "SpaceGodzilla ha ganado". Y con cualquier otro Mutante, dirán: "los Mutantes han ganado".)

- Final Tirano con cualquier Facción: este final es accesible con cualquier Facción. Es mucho más difícil que el final Mutante. Se deben obtener los siete Cristales de poder y derrotar a los antiguos aliados que están en contra, pensando que eres una amenaza. A continuación, el jugador ha de realizar la misión Tirano. El final es el mismo que el Tirano Mutante, pero no muestra a SpaceGodzilla rugiendo con la victoria; en cambio, el personaje Miku dirá al jugador que los cristales de aumento de poder le corrompieron y que era la única esperanza para la tierra, si es que el jugador era un monstruo de la facción GDF o defensor de la tierra.

## Personajes

### Humanos
- Comandante de base Tagaki: es el hombre a cargo cuando se trata de evaluar situaciones y ordenar las unidades mecanizadas de la GDF en acción. Mantiene una cabeza fría en situaciones caóticas; sus emociones están siempre bajo control. El Comandante Tagaki comenzó su ilustre carrera militar como un joven e idealista piloto de la Fuerza Defensora Global asignado al "Proyecto-M" (Mechagodzilla). Su habilidad fue puesta a prueba durante la invasión del 2004 por parte de los Vortaak. Pilotó el Mecha-Godzilla 2 en la batalla contra la amenaza alienígena. Fue entonces, en el fragor de la batalla, que Tagaki fue testigo directo de cómo los monstruos de la Tierra parecían unir fuerzas contra los extraterrestres para proteger el planeta. La experiencia cambió su visión personal sobre los monstruos defensores de la Tierra, sintiendo que no eran una amenaza para la humanidad.

- Especialista Kenji Miku: Miku es una de los muchos técnicos que monitorean la red Global de defensa de la GDF y todas las actividades de monstruos. Ella informa directamente a su superior, el Comandante Tagaki. Miku ha estado fascinada por los monstruos desde la infancia y ha dedicado su vida a estudiarlos. Debido a su conocimiento y experiencia, Miku se ha convertido en la mano derecha del comandante en todos los asuntos relacionados con los monstruos. Hay un respeto mutuo entre los dos. Miku es una de las que creen que los monstruos defensores de la Tierra no son una amenaza para el planeta, que la rabia sólo sale cuando su frágil mundo se ve amenazado por la arrogancia humana o fuerzas extraterrestres.

- Almirante Gyozen: es un militar semirretirado, un hombre fuerte que sirve como consejero en la GDF. Después de haber luchado y perdido muchas batallas con Godzilla, y con las cicatrices para demostrarlo, demuestra cierta amargura. El almirante tomó el mando del acorazado Atragon después de una derrota particularmente humillante que resultó en la muerte de toda su tripulación. Como resultado, alberga un odio profundamente arraigado hacia todos los monstruos. Es el principal antagonista en el juego, y aunque ya no está en misiones, el almirante ha sido una considerable influencia en el consejo con su naturaleza autoritaria y elocuente. Es enloquecido por su propio odio, que es amplificado por los cristales que ha traído a bordo del Atragon al dar poder a su "Crystal Cannon". Fue derrotado en la lucha en el Atragon por el monstruo seleccionado en el juego. Curiosamente, no aparece en el modo GDF, debido a que el Atragon no atacaría a un mecha del GDF.

- Dr. Shiragami: un científico de la GDF y líder de los expertos del mundo en monstruos gigantes, el Dr. Shiragami hace algunos "fascinantes" descubrimientos sobre las propiedades de las formaciones de cristales y la radiación extraterrestre que producen. Accidentalmente hace un segundo Biollante mientras experimentan con combinaciones de células G (ADN de Godzilla), la radiación del cristal y un bio-agente diseñado para comer células G, con el que crea a Biollante.

- Vorticia: 20 años después de ser derrotado por los monstruos de la Tierra y las unidades de Mecha, la Reina de los Vortaak regresa a la Tierra para "reclamar su premio". Ella dirige a los monstruos alienígenas y los comandos de las fuerzas Vortaak en la batalla contra la GDF, los mutantes y los Defensores de la Tierra. Es una antagonista secundaria en este juego. Su Nave Nodriza está dañada desde el principio por un meteoro, lo que retrasa la invasión, y hace que Vorticia tenga sospechas acerca de que "alguien o algo está detrás de su premio". Cuando aparecen los cristales envía a sus monstruos a robarlos. Las reparaciones de la Nave Nodriza son finalmente completadas, y la invasión se pone en marcha. Sin embargo, por uno de los monstruos (por lo general, el jugador) la nave es derribada al mismo tiempo, liberando a Varan. Vorticia utiliza los cristales para que King Ghidorah tenga una mayor masa crítica, desatándolo en Seattle, pero es finalmente derrotado. La lucha sigue adelante, y al final, se descubre que SpaceGodzilla, un ex aliado de los Vortaak, también estaba tratando de conquistar la Tierra.

### KaijuyMechasjugables
En Godzilla: Unleashed, hay 26 Kaiju jugables de Toho en la versión de Wii, y 20 monstruos jugables en la versión de PS2. En el modo historia, los monstruos de las facciones por particular tienen objetivos diferentes y así tienen un orden diferente en las misiones. Cada facción tiene diferentes estilos de juego y lo que consideran amigo o enemigo. Algunas optan por usar los cristales, mientras que otras tienen intención de destruirlos, y se manifiesta en función de cómo el jugador decide actuar en todo momento. 
El número total y el aspecto de monstruos jugables difiere entre las versiones de Wii y PS2. Si bien para ganar puntos con algunas facciones para la obtención de aumentos repentinos de energía, la obtención de todos los siete cristales de energía anulará toda la lealtad del jugador y desbloqueará un nivel secreto llamado "Tirano", en el cual el monstruo elegido tendrá Masa Crítica Ilimitada, pero se ve obligado a pelea contra varios monstruos que pueden o no pueden haber sido los antiguos aliados. El "tirano" es el nivel por defecto que termina el juego de todos los mutantes, aunque no se rebelan de sus alianzas mutantes si no se acumula cada cristal de energía. 

### Kaiju Héroes - Defensores de la Tierra
Protagonistas del juego. Estos son monstruos naturales que protegen su territorio, el planeta Tierra. Ellos ven a los cristales y los Vortaak como amenazas y tratan de cualquier manera de destruirlos, aunque ello signifique la destrucción de las ciudades humanas. Los Defensores de la Tierra se alían con los monstruos que destruyen los cristales, pero debido a esto, van a atacar a aquellos que los utilizan para alcanzar la masa crítica. Los defensores de la Tierra son:
- Anguirus - (Showa) Un ankylosaurus erizado con muchas espinas que de alguna manera sobrevivió a la extinción de los dinosaurios, que lucha junto con Godzilla hasta el Final.
- Baragon - (Híbrido del Showa/Millenium) - Un dinosaurio rojo de pequeño tamaño que arroja fuego por la boca y que puede esconderse bajo tierra.
- Fire Rodan - Un irradiado pteranodon capaz de volar a máxima velocidad, que, de alguna manera desconocida, sobrevivió a la extinción de los dinosaurios.
- Godzilla 2000 - El protagonista del titular epónimo kaiju y el Rey de los Monstruos, Godzilla es el mayor monstruo y líder de todos los Defensores de la Tierra que viaja por todo el mundo para derrotar a los invasores cristales de su planeta de origen y a la vez a los Vortaak.
- Mothra - (Híbrido del Heisei/Millennium) - Una mariposa o polilla divina que protege a la Tierra de las amenazas, como otros Monstruos.
- King Caesar - (Híbrido del Showa/Millennium) - Una deidad león proveniente de Okinawa que representa a una familia real. (Solo en Wii.)
- Varan - Un gigantesco lagarto radioactivo que tiene la habilidad de deslizarse en el aire. (Solo en Wii.)
- Godzilla 1954 - El Godzilla original. Es de color negro y más robusto que el del nuevo milenio. (Solo para Wii, no está disponible en el modo Historia o en el Entrenamiento.)
- Godzilla 1990's - Un Godzilla renovado visto en los años 90s igual que el anterior solo que de color verde y un aspecto más realista. (Disponible en la Historia en PS2 pero no en Wii, el modo de entrenamiento tampoco, solo para Wii y PS2.)

### Mechas - Fuerza de Defensa Global
Las fuerzas robóticas de ingeniería de la GDF fueron construidas por los humanos para proteger a la humanidad de los monstruos, los Vortaak y los cristales. Por lo general, se alían con los monstruos que no destruyen las estructuras humanas y los que luchan contra las fuerzas alienígenas, y luchan contra aquellos que hacen lo contrario. Debido a sus mentes autónomas, la Fuerza de Defensa Global pueden ser víctimas de la energía de los cristales. La Fuerza de Defensa Global son:
- Jet Jaguar - Un robot humanoide de combate y que puede cambiar de tamaño a su voluntad.
- Kiryu/(Mecha-Godzilla 3) - Un cíborg construido con los huesos del original Godzilla 1954. Kiryu es el líder de todos los GDF. Fue conocido como Mecha-Godzilla 3 en los juegos anteriores.
- Mecha-Godzilla 2 - La segunda réplica robotizada de Godzilla construido y utilizando con la tecnología de Mecha-King Ghidorah, basado en el Mecha-Godzilla de los Vortaak.
- Mecha-King Ghidorah - Un King Ghidorah resucitado con la tecnología del futuro. Idéntico al original solo que con una cabeza, alas y cola de metal, así como extremidades iguales en su pecho y piernas.
- Moguera - (Heisei) Un Robot de batalla lunar reconstruido a base de Mecha-Godzilla 2 dotado de un armamento basado en numerosas armas de plasma.

### Kaiju Villanos - Alienígenas
La facción alienígena se compone de los monstruos que se han aliado con los invasores Vortaak y por lo tanto su principal objetivo es destruir a los humanos y conquistar la Tierra. Los monstruos alienígenas son impulsados por oleadas de energía y atacan a los monstruos que destruyen los cristales de sobrecarga o de las fuerzas Vortaak. Son aliados de los que protegen a los cristales o destruyen las fuerzas humanas. Los monstruos alienígenas son:
- Gigan - Una criatura como un Cyber cyloptic que lleva equipado con armas blancas o cuchillos en las manos y una sierra en su pecho, que comparte el liderazgo de los monstruos alienígenas junto con King Ghidorah. (La versión Showa es exclusiva para la PS2, mientras que la versión Millenium es exclusiva para la consola Wii.)
- King Ghidorah - Un dragón extraterrestre de tres cabezas que comparte el liderazgo de los monstruos alienígenas junto con Gigan. (Las versiones Showa y Heisei son exclusivas para PS2, mientras que las versiones Showa y Millennium son exclusivas para Wii.)
- Mecha-Godzilla - La primera réplica robotizada de Godzilla construida por una raza alienígena conocida como los simios. Está hecho de titanio espacial. (Solo en Wii.)
- Megalon - Un "dios escarabajo" de una civilización sumergida de Seatopia que tiene taladros para las manos. En realidad es un mutante solitario que se alió con los Vortaaks, lo cual lo hace alienígena.
- Orga - Es un alienígena que fue enterrado durante millones de años que se conoce como Millennian y que fue mutado con el ADN de Godzilla. Tiene brazos muy grandes y fuertes además de una gran armadura en su espalda.

### Kaiju Antagonistas - Mutantes
Los monstruos de la facción mutante son impulsados por la ambición del poder más que cualquier otra cosa. A causa de esto se sienten atraídos por los cristales y son capaces de destruir todo a su paso para conseguir ese poder; ya sean monstruos, seres humanos o incluso Vortaaks. Los Mutantes son aliados de los monstruos que hacen exactamente esto y buscan alcanzar la Masa Crítica y destruir las Estructuras Humanas. Los monstruos mutantes son:
- Battra - Una polilla divina malévola creada por la Tierra para aniquilar a las formas de vida que la estaban destruyendo. (Solo en PS2.)
- Biollante - Una descomunal planta bestial creada por el Dr. Shiragami cuyo ADN es una fusión de Godzilla, una rosa, y Erika Shiragami. (Solo en Wii.)
- Destoroyah - Una bestia compuesta de millones de formas de vida microscópicas precámbricas mutadas por el Destructor de Oxígeno que se cree que mató al Godzilla original en 1954.
- Krystalak - Una entidad malvada nacida a partir de los cristales de SpaceGodzilla. Creado para el juego. (Solo en Wii.)
- Megaguirus - Una libélula prehistórica cuyo gusto por la sangre de Godzilla perduró en el tiempo.
- Obsidius - Un monstruo sensible hecho de rocas volcánicas que nació a partir de los cristales de SpaceGodzilla, es el único monstruo que resiste a la lava. También fue creado para el juego.
- SpaceGodzilla - El antagonista del juego y principal kaiju, SpaceGodzilla es una criatura creada cuando el ADN de Godzilla llegó al espacio (ya sea desde Biollante o Mothra) y fue mutado por la radiación cósmica.
- Titanosaurus - Un reptil marino prehistórico que quiere usar el Poder Surge para vengarse de la humanidad por perturbar su sueño. Titanosaurus no es intrínsecamente malvado, pero prefiere mantener su propia ideología en lugar de aferrarse a un grupo, poniéndose en contradicción con los Defensores de la Tierra y la Fuerza de Defensa Global. (Solo en Wii.)

### Monstruos desbloqueables
- Baragon: Utiliza un Alienígena en la etapa de la Isla de los Monstruos en "Friend in Need". Destruye los Cristales Energéticos que están expandidos y derrótalo en la etapa siguiente. Cómpralo por 15.000 puntos.
- Krystalak: Utiliza un Alienígena en Nueva York "Terran-Mind Control" y destruye el Gran Cristal que está en el cráter. Nueve días después, derrótalo. Cómpralo por 20.000 puntos.
- Megaguirus: Utiliza un Defensor de la Tierra en la etapa de Londres en "Enter General Gyozen" y destruye los tres cristales de color verde azulados. Vuelve cerca del final y derrótalo. Cómpralo por 20.000 puntos.
- Obsidius: Juega como un GDF en "Big Trouble" en Seattle. Destruye los dos Cristales de cono que se encuentran en los ríos de lava en el agua y después acábalo. Cómpralo por 20.000 puntos.
- Titanosaurus: Utiliza un GDF en la etapa de Sídney en "Soloist" y destruye los tres cristales de estructura de hielo circulante, pero no puedes golpearlos: usa los poderes de disparo o arroja edificios y se romperán. Después, derrótalo en la misión "Despertar a Titanosaurus". Cómpralo por 25.000 puntos.
- Biollante: Juega como Defensor de la Tierra en "Rumble in the Surf" en Tokio y destruye el Edificio cubierto de Radiación y Vigas y al día siguiente derrótalo. Cómpralo por 30.000 puntos.
- Varan: Juega como Alienígena en "La Nave Nodriza", destruye los tres cristales de color púrpura en la pared y después acabalo. Cómpralo por 30.000 puntos.
- Mecha-King Ghidorah: Usa un Defensor de la Tierra en la etapa de "Invasión" en San Francisco. Derrota primero a King Ghidorah y después acaba Con él en la etapa M.K.G., pero solo si usas a Anguirus o Baragon. Cómpralo por 50.000 puntos.
- SpaceGodzilla: Juega como Mutante y obtén cuatro Poderes de Cristales o más. Termina las Misiones hasta la etapa "Tirant" y después cómpralo por 100.000 puntos.
- Godzilla 1990's: Utiliza los monstruos de cada Facción y aparecerá en la tienda. Cómpralo por 20.000 puntos.
- Godzilla 1954: Necesitas obtener todos los otros monstruos, excepto Godzilla 1990's. Estará disponible en la tienda o tener una cierta cantidad de tiempo de juego registrado en el juego (cifra exacta desconocida en este momento). Cómpralo por 100.000 puntos.

### Monstruos eliminados
- Hedorah: Debido a que requeriría de gráficas muy complejas y es incompatible con la forma de juego. Habría sido de la Facción Alienígena.
- Fire Lion: Vencido por Obsidius en la encuesta del monstruo original. Habría sido de la Facción Defensores de la Tierra.
- The Visitor: Vencido por Obsidius en la encuesta del monstruo original. Si hubiese ganado, hubiera sido de la Facción Alienígena.
- Lightning Bug: Vencido por Obsidius en la encuesta del monstruo original. Habría sido de la Facción Alienígena.
- King Kong: Mencionado en una entrevista, no fue incluido debido a problemas legales con Universal Studios. Probablemente habría sido parte de la Facción Defensores de la Tierra.
- Zilla: No fue considerado seriamente para el juego debido a las críticas negativas del personaje durante el desarrollo y lanzamiento de Godzilla: Save the Earth. Habría sido parte de la Facción Mutantes o Defensores de la Tierra.
- Monster X: Si bien se planeó su inclusión en el juego, no fue lo suficientemente interesante. Su forma final, Keizer Ghidorah, sería imposible ya que la animación de su transformación sería demasiado compleja para ese tiempo. Habría sido de los Alienígenas.
- Gamera: Mencionado en una entrevista. Él habría sido de los Defensores de la Tierra. No pudo ser incluido en el juego debido a que el personaje es propiedad de Kadokawa.

## Arenas
Todas las Ciudades han sido alteradas por el Bombardeo de los Cristales.
- Tokio (sumergida en el agua después de haber sido maltratada por los tsunamis causados por los Cristales).
- Nueva York (en ruinas por la lluvia de meteoros, muy probablemente como un homenaje a la película Armageddon).
- Seattle (el Mount Rainer ha hecho una especie de erupción volcánica. La ciudad está cubierta por lava).
- San Francisco (los Cristales causaron grandes terremotos que sacudieron la tierra y han creado cataratas de agua y agujeros en las costas).
- Osaka (un derrame químico hace que la ciudad esté envuelta en un gas tóxico).
- Londres (los Cristales afectan a la ciudad en el flujo gravitacional de la Tierra, causando que Londres sea arrancada de la Tierra y comience a flotar en un vórtice que lucha contra la gravedad).
- Sídney (los Cristales crean una enorme tormenta que congela el mar y toda la ciudad, enterrándola bajo el hielo).
- Isla de los Monstruos (la actividad de los Cristales es baja, pero todavía hay bastante para hacer que la barrera de campo de fuerza tenga un mal funcionamiento y permitir que los monstruos escapen).
- Nave Nodriza Vortaak (se estrelló en la superficie de la Tierra cerca de la Bahía de San Francisco, después de ser derribada por uno de los Monstruos de la Tierra. Es una arena secreta).

### Arenas desechadas
- Los Ángeles: Dado que no había muchas Ciudades fuera de los Estados Unidos en el juego, Los Ángeles fue reemplazado por Sídney. (Tierra congelada.)
- Monte Fuji: En un momento fue considerado, pero lo desecharon antes de empezar a trabajar en él.

## Desarrollo
Antes de que se lanzara el juego, había un "diario de diseño" de seis páginas alojado en IGN que proporcionaba información sobre cómo trabajar en el juego. La primera entrevista del juego con Pipeworks indicó que el título era completamente nuevo y está diseñado específicamente con el Wii Remote en mente. También había planes para usar la compatibilidad con WiiConnect24 para fines de descarga, pero esto no estaba en el juego completo. Las primeras capturas de pantalla de la versión del juego para PS2 se publicaron en septiembre de 2007. También se planeó una versión para PSP.
El 9 de octubre de 2007, el blog de desarrollo de IGN reveló que Heavy Melody creó la banda sonora del juego y que cada monstruo tiene un tema musical único que se relaciona con el sentimiento general de su facción. El 19 de octubre de 2007, IGN declaró que la versión para PSP de Godzilla: Unleashed fue cancelada; sin embargo, se dijo que si la versión de Wii del juego se vende bien, considerarían traer de vuelta la versión de PSP.
El 9 de noviembre de 2007, GameSpot publicó el sexto diario del diseñador con el desarrollador principal Simon Strange hablando sobre la importancia de las facciones. El 19 de noviembre de 2007, GameSpot presentó una función Monster Battles archivada el 15 de mayo de 2008 en la función Wayback Machine para que la gente votara por los monstruos a los que quieren enfrentarse.

## Recepción
Unleashed recibió críticas negativas en todas las plataformas, según el agregador de reseñas de videojuegos Metacritic. Play Magazine llamó a la versión de Wii "entre los mejores luchadores del sistema", mientras que GameSpot declaró: "Unleashed es lo peor que le ha pasado a Godzilla desde que los bebés de Mothra lo mataron".
GameSpy elogió la gran alineación de kaiju jugables como "fanservice" y mostró su decepción por el nuevo kaiju original, Obsidius y Krystalak, siendo "una pena que estos muchachos hagan el corte mientras enemigos clásicos como Hedorah y Battra están MIA (o confinados a la versión de PS2 en el caso de Battra)."
Los controles fueron los más criticados por los críticos y, según los informes, a veces no respondían. Nintendo Power dijo sobre la versión de Wii: "Aunque Godzilla Unleashed es bastante accesible, incluso los jugadores ocasionales pueden preguntarse por qué sus criaturas no siempre hacen lo que quieren", el Wiimote y cuando tu monstruo ataca". Game Informer, sin embargo, los llamó más sin rodeos "una completa basura".
Las imágenes también fueron criticadas con GameTrailers afirmando que las películas de la versión de Wii "a menudo se ven como clásicos debido a sus bajos valores de producción y diseños de monstruos tontos. Aún así, Godzilla Unleashed simplemente no es atractivo con sus texturas de baja resolución y paleta de colores descoloridos."
El juego finalmente vendió alrededor de 800,000 unidades durante su vida útil, superando a Godzilla: Destroy All Monsters Melee y Godzilla: Save the Earth, los dos juegos anteriores de la serie.

## Double Smash
La versión para Nintendo DS de Unleashed, Double Smash presenta una jugabilidad similar a la de un desplazamiento lateral, similar a la de Godzilla: Monster of Monsters. Aunque gráficamente en 3D, su jugabilidad en 2D lo hizo similar a títulos como New Super Mario Bros. o Sonic Rush. Usando la visualización de dos pantallas de la Nintendo DS, los monstruos voladores aparecen en la pantalla superior, mientras que los monstruos terrestres aparecen en la pantalla inferior. Una opción multijugador permite que un jugador diferente controle cada monstruo.
La reacción crítica a Double Smash fue en gran medida negativa. IGN le dio al juego una puntuación de 3 sobre 10, diciendo: "Ninguno de los juegos recientes de Godzilla ha sido muy bueno, pero al menos fueron divertidos. Godzilla Unleashed: Double Smash no puede hacer esta afirmación. Se ve terrible y reduce la King of the Monsters a una mezcla de polígonos sin textura, luego lo pone en una serie tediosa de golpear aviones y patear botes". GameSpot le dio a Double Smash un 2 de 10, calificándolo como "uno de los peores juegos de DS jamás hecho", y agregó: "Con una tormenta perfecta de diseño de juego terrible, malas mecánicas de juego y destrucción sin inspiración, este juego hace lo que las bombas de oxidación, los volcanes y Matthew Broderick no pudieron: mata a Godzilla". GameSpy dio el juego un 1 de 5, diciendo: "Este combate con muerte cerebral es quizás la peor parte de Double Smash. Avanzar lentamente a través de los niveles obsoletos, luchar contra los mismos enemigos y usar las mismas técnicas para ganar envejece casi de inmediato".